# Ministerio de Bienestar de Letonia
 El Ministerio de Bienestar de Letonia es una institución estatal de Letonia que se encarga de las áreas de trabajo, la protección social, la protección del niño, el derecho de familia y el niño, así como las personas con discapacidad la igualdad de oportunidades y la igualdad de género. El Ministerio de Bienestar está dirigido por el ministro de Bienestar a nivel político. 
El Ministerio de Bienestar se estableció en 1920 como  Ministerio de Trabajo, que a su vez se fundó sobre la base del Departamento Social. El 1 de abril de 1925     el ministerio pasó a llamarse Ministerio de Bienestar Popular, y en 1991 obtuvo su nombre actual. Sus funciones y tareas están determinadas por sus estatutos. El secretario de Estado también gestiona el trabajo del ministerio. Las tareas principales del Secretario de Estado son la organización del desarrollo de políticas y estrategias sectoriales, la implementación de políticas sectoriales, la gestión del trabajo administrativo de la institución y la organización de las funciones de los ministerios. 